# 튀빙겐 대학교
에버하르트 카를 튀빙겐 대학교(Eberhard Karls Universität Tübingen)는 독일 바덴뷔르템베르크주 튀빙겐에 위치한 대학교이다. 1477년에 뷔르템베르크 공 에버하르트에 의해 유럽에서는 약 50번째로 설립된 대학교로, 독일에서 역사가 깊은 대학교 중 하나이다. 대학교의 이름은 그와 함께 뷔르템베르크의 공작이었던 카를 오이겐의 이름을 따서 지어졌다. 현재 7개의 학부와 약 30가지의 학문분야로 나뉜다. 2010년 겨울학기에는 약 2만 5500명의 학생들이 등록하였다. 신학부와 관련하여 튀빙겐 학파가 유명하다.